# 华中理工大学
华中理工大学是曾经存在于湖北省武汉市洪山区的高校，前身是1953年成立的华中工学院，1988年更名为华中理工大学，2000年与同济医科大学、武汉城市建设学院、科技部干部管理学院等合并组建新的华中科技大学。

## 历史沿革
- 1952年11月，中南行政委员会所属文化教育委员会召开高等教育计划会议，决定在武汉新建三所工科院校---华中机械学院，中南动力学院和中南水利学院。1953年1月，由中南行政委员会教育部发文，正式成立三院联合建校规划委员会，武汉大学校务委员会副主任（即副校长）查谦教授任主任委员，武汉大学经济系主任张培刚教授担任基建主任。原拟任命为中南动力学院院长的湖南大学副校长易鼎新突然逝世，一时又无适当人选担任院长职务，最后中南教育部遂决定将华中机械学院与中南动力学院合并，机电互补，命名为华中工学院。
- 1953年10月15日，由老武汉大学、湖南大学、广西大学和南昌大学的机械系全部和电机系的电力部分、华南工学院机械系的动力部分、电力部分合并组成华中工学院，共设机械制造、内燃机与汽车、电力、动力4个系8个本科专业，教师314人，当年招收新生1214人，使得在校学生达到2639人，物理学家查谦任院长，彭天琦任党委书记。设有武昌本部、长沙分部、南昌分部和桂林分部。同日在武昌本部举行了华中工学院成立大会。10月24日，长沙分部举行开学典礼。
- 1954年，分部开始搬迁到武昌总部的工作，8月中旬搬迁完毕。
- 1955年6月，国务院的正式任命查谦为华中工学院院长，彭天琦、刘干才、朱九思为副院长。同年本科学制改为5年制。
- 1958年-1960年，学校新建16个专业。
- 1960年，被确定为全国重点大学。
- 1961年，学校开始招收研究生和外国留学生。
- 60年代初，全校教师已有1/3左右具有科研工作能力，全校80％以上教研室进行过科研，副教授以上的教师，大多承担了科研任务，取得了一批有影响的研究成果。
- 1966年，拥有6个系, 20个本科专业, 教师1097人, 职工1664人, 在校学生6087人, 年度科研经费90万元。
- 以华中工学院师生为主体的新华工是武汉地区重要造反派组织，其领导人在湖北省革命委员会成立时担任副主任。
- 1966年-1970年间，该校仍有两个重要研究课题组没有下马，人员没有下乡搞“斗批改”，并取得了重要研究成果。
- 1971年，第一机械工业部所属武汉机械学院并入该校。
- 1975年，增加到36个专业，教师1655人，职工2500人，在校学生3600余人，当年科研经费205.94万元。
- 1971年-1976年底，该校进行研究的项目达到393项，其中完成并用于生产的146项，取得阶段性成果的105项，有25项填补了国家的空白，这在当时是很不容易的。
- 1966年-1976年，“十年文革”期间，华中工学院相对较好的保护了一批理工类专家学者，为日后的腾飞打下基础。
- 1977年，恢复高考以后开始招收4年制本科生。
- 1978年，在全国科学大会上，学校获得科学研究先进单位称号，并有30个项目获奖，
- 1979年8月10日，朱九思被任命为华中工学院党委书记和院长。
- 1980年，华中工学院创办中国语言研究所，建立英语系。
- 1981年，在国务院批准的第一批硕士、博士授予点中，华中工学院有27个专业有权授予硕士学位，9个专业有权授予博士学位，有12位教授担任博士导师。
- 1983年，设立技术经济专业，成立经济系。新增10个硕士专业点、4个博士专业点、4名博士导师。
- 1984年7月13日，成立研究生院。12月26日，李德焕任学校党委书记，黄树槐任院长，朱九思任名誉院长。
- 1985年，该校共拥有24个系48个本科专业，有21个学科和专业拥有博士授予权，33位博士生导师，52个学科、专业有权授予硕士学位。科研机构设有建筑设计研究院，19个研究所，4个研究中心，9个研究室。
- 1981年-1985年底，学校共完成科研课题294项，有100多个项目获奖。其中：国家自然科学奖8项，国家发明奖10项，国家“六五”攻关奖5项，国家科技进步奖5项，国防科技成果奖12项，国家部委级科技成果奖50项。
- 1988年1月，改名为华中理工大学。
- 1995年秋季开始，全面实行学分制。
- 2000年5月，华中理工大学与同济医科大学、武汉城市建设学院、科技部干部管理学院等合并组建新的华中科技大学。[1] [2][3]